# 28081 Carriehudson
28081 Carriehudson este un asteroid din centura principală de asteroizi.

## Descriere
28081 Carriehudson este un asteroid din centura principală de asteroizi. A fost descoperit pe 24 august 1998 la Socorro, New Mexico, în cadrul proiectului LINEAR. Asteroidul prezintă o orbită caracterizată de o semiaxă mare de 2,23 ua, o excentricitate de 0,09 și o înclinație de 8,6° în raport cu ecliptica.